# 天堂煩惱
《天堂裡的煩惱》（英語：Trouble in Paradise）是一部1932年由恩斯特·劉別謙執導的前法典時期愛情喜劇電影，米麗亞姆·霍普金斯、凱·弗朗西斯和赫伯特·马歇尔領銜主演，其他演員包括查理·拉格爾斯和愛德華·艾沃瑞特·霍頓的。本片是根據1931年由匈牙利劇作家拉斯洛·華達所寫的舞台劇《誠實拾獲者》（A Becsületes Megtaláló）所改編而成，有關一個大盜與一個女扒手合作去騙一個女香水大亨的故事。
1991年，《天堂裡的煩惱》因為其「文化上、歷史上和美學上的顯著價值」而被美國國會圖書館列入國家影片登記表下受到保護。

## 劇情
故事在威尼斯開始，一個假扮成男爵的小偷加斯顿·瑪拉斯高（赫伯特·马歇尔飾），遇上了莉莉（米麗亞姆·霍普金斯飾），一個偽裝成伯爵夫人的美女扒手。 在互相發現對方的身份之後，兩人很簡單就相愛了，並決定開始合作行騙。兩人之後離開了威尼斯，向巴黎出發。
在巴黎，加斯顿在著名香水生產商科萊特有限公司的擁有人，瑪麗埃特·科萊特夫人（凱·弗朗西斯飾）手上偷了一個價值125,000法郎（約等於當今的75,000歐元）的鑽石手袋。其後再在瑪麗埃特登報重金懸賞手袋的時候，以假名拉瓦爾去領賞。
在領賞的期間，加斯顿迷住了瑪麗埃特，並謊稱自己身無分文，借此令瑪麗埃特雇用他为她的私人秘书。加斯顿之後安排了莉莉在马麗埃特的办公室工作，並開始在以阿道夫·J·吉隆先生（C·奧布里·史密斯飾）為首的公司董事會中有影響力。
在看過马麗埃特如何打开她的私人金庫後（同時記住了金庫的密碼），加斯顿说服了她放包括她下一期公司分紅在內的一大筆錢在金庫內。同時，马麗埃特开始勾搭加斯顿，而他也开始对她懷有感情。
不幸的是，马麗埃特的两位追求者之一：弗朗索瓦·費利巴（爱德华·埃弗雷特·霍顿飾），曾經被假扮成醫生的加斯顿在威尼斯搶過。在马麗埃特的花园派對中，他開始對加斯顿有所懷疑，總感覺他在哪裡見過他，但就是想不起來。眼見即將要被發現了，加斯顿和莉莉決定不等下一期的分紅，當晚拿了金庫裡現有的錢就逃了。
當晚，马麗埃特被邀请去参加她另一个追求者，少校（查理·拉格爾斯飾）的晚會。但她決定不了應該去赴約還是留在大宅與加斯顿共度春宵。經過加斯顿的一輪說服後，她最終還是去赴約了。同時，在等加斯顿的莉莉察覺到事有蹊跷，決定去大宅找他。
在晚會上，少校和弗朗索瓦都對马麗埃特求愛不成，沮喪之下，两人開始放下成見閒聊。期間，少校談到他第一次見到加斯顿時把他誤認成醫生了。令到弗朗索瓦終於想起威尼斯被搶劫的經過，他向马麗埃特告狀，但她不相信加斯顿是騙子，認為弗朗索瓦只是在損自己的情敵。 
在發現自己的愛人移情別戀後，莉莉自己搶了金庫內的錢。同時，马麗埃特回到家來並再次勾搭加斯顿。期間加斯顿向马麗埃特坦白自己是個小偷，並聲稱金庫裡的錢是他拿走的。他也告訴了她董事會的吉隆先生長年來也一直都在偷公司的錢。
一直藏起來的莉莉現身向马麗埃特坦白錢其實是她偷的。三人随即開始了一場爭吵，最后，马麗埃特還是決定放两个小偷走。電影的最後一幕，在計程車上加斯顿打算把他在马麗埃特那偷來的一條珍珠項鍊送給莉莉，但發現她已經在他身上偷走了（她還順便把那個鑽石手袋也偷了），而加斯顿又把她在金庫偷來的錢偷過來。两人擁抱在一起，意識到經過這麼多事，他們還是那两個相愛的小偷和扒手。

## 演員

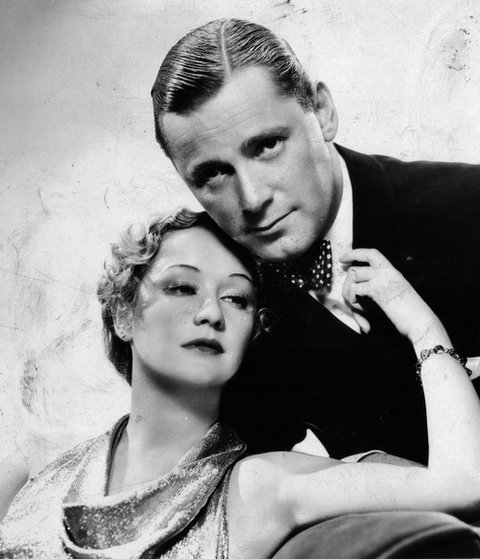
米麗亞姆·霍普金斯和赫伯特·马歇尔。

- 赫伯特·马歇尔 飾 加斯顿·瑪拉斯高/加斯顿·拉瓦爾
- 米麗亞姆·霍普金斯（英语：Miriam Hopkins） 飾 莉莉·伏提
- 凱·弗朗西斯（英语：Kay Francis） 飾 马里埃特·科萊特夫人
- 爱德华·埃弗雷特·霍顿（英语：Edward Everett Horton） 飾 弗朗索瓦·費利巴
- 查理·拉格爾斯（英语：Charlie Ruggles） 飾 少校
- C·奥布里·史密斯（英语：C. Aubrey Smith） 飾 阿道夫·J·吉隆
- 罗伯特·基利（英语：Robert Greig） 飾 雅克，马麗埃特的管家
- 列昂尼德·金斯基（英语：Leonid Kinskey） 飾 憤怒的共產青年

## 製作
本片製作期間用過的片名包括《誠實拾獲者》、《小偷與愛侶》和在上映前突然被換掉的《金寡婦》。 與其他劉別謙-拉斐爾森合作的電影一樣，作為導演的劉別謙有為劇本提出意見；而編劇的拉斐爾森則會就導演手法提出意見。 劉別謙沒有因為他對劇本的貢獻而被列名為編劇之一，反而沒有太大貢獻的格羅·弗琼斯則被列為劇本的改編者：「寫劇本時他還是在房間內的，但這完全只是因為他的合約要他這麼做，除了不時會說些趣事之外他沒多大貢獻。」。另外，雖然本片被著名為根據拉斯洛·華達1931年舞台劇诚实拾獲者改編，劉別謙提議寫劇本的拉斐爾森不要讀原版舞台劇本身，只讀出場角色的描述。赫伯特·马歇尔飾演的大盜是根據一個真實存在的騙子乔治·瑪羅路斯高所寫的，瑪羅路斯高在1905年寫的的回忆录曾經被改編成两部默片。
本片在海斯法典生效的三年前拍成，是充滿法典所禁止的成人主題和性暗示的前法典時期電影的經典例子。在1935年，當法典的規例開始强制执行後，本片無法再次上映 ，一直到1968年才重見天日。 派拉蒙也因為同樣原因無法在1943年重拍一個歌舞劇版本。
本片的裝飾派藝術佈景是由當時派拉蒙美術部門的部長汉斯·德瑞尔所設計，而其中所出現的礼服原則是由特拉维斯·班頓所設計。

## 評價
《天堂裡的煩惱》是第一部令人提到「劉別謙觸動」的電影，劉別謙本人亦表示過本片是他的作品他最喜愛的一部之一。 影评德怀特·麦克唐纳形容本片為「我所看過最接近完美的電影。」。纽约时报 在本片上映當時把其列為1932年的年度十佳之一。1998年，著名影評罗杰·艾伯特把本片列入他的「伟大的电影」名單中。韦斯·安德森和拉尔夫·费因斯都說過本片是布达佩斯大酒店 (2014)的主要靈感來源。影評網站烂爛蕃茄根據其收集的23篇影評給予本片91%的新鮮度。

## 奖项和荣誉
在上映當時，《天堂裡的煩惱》被国家評論協會列為1932年的年度十佳之一。
本片受到美國影藝協會的以下肯定：
- 1998：AFI百年百大電影：提名[11]
- 2000：AFI百年百大喜劇電影：提名[12]
- 2002：AFI百年百大愛情電影：提名[13]
- 2005：AFI百年百大電影台詞：「弗朗索瓦，婚姻是一個两人一起造成的美好錯誤。但如果是跟你結的話，我認為這只會是個錯誤。」("You see, François, marriage is a beautiful mistake which two people make together. But with you, François, I think it would be a mistake.") — 提名[14]
- 2007：AFI百年百大電影 (2007年版)：提名[15]
- 2008：AFI十大類型十大佳片：提名愛情喜劇電影[16]